# Lorenzo Staelens
Lorenzo Staelens (Kortrijk, Bèlgica, 30 d'abril de 1964) és un exfutbolista belga. Va disputar 70 partits amb la selecció de Bèlgica.